# 圣职者

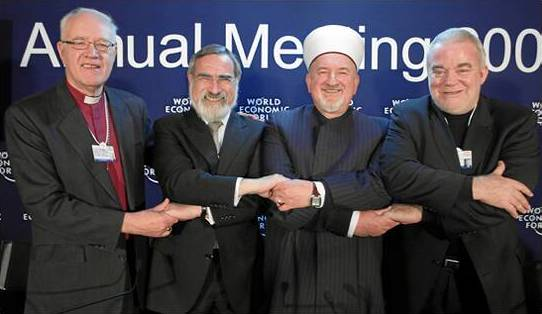
圣职者

圣职者，或称神职人员，指在宗教机构中，担任宗教性职务的人员。大多數宗教都有圣职人员，虽然名称各异。而在某些宗教的某些教派，更對指定一定職級以上需要出家。

## 儒教
傳統上儒教辅佐天子祭祀的神职官为太常或奉常，先秦时称为宗伯、秩宗、祝宗。礼部出现后逐渐吸纳太常的职能，至清代太常寺并入礼部。各地城隍由各地最高官员主祭。
在民间负责宗族祠堂的红白事和节日祭祖祭神的主祭者一般为宗族中辈分最大者。

## 道教
以从事道教活动为职业的人员称为道士法師，正規道士法師須經由授籙、奏職、傳度等儀式（視乎不同派別有不同規定）取得神職身份。男性道士为乾道，也称道人、羽士、羽客、黄冠等，又尊称为道长。女性道士则为坤道，可称女冠，俗称道姑。

## 佛教
佛教中的“圣职人员”（Buddhist clergy），中文一般通称为僧侣、和尚、上人、法師、師父，专指出家众、僧伽，包括比丘、比丘尼、式叉摩尼、沙弥和沙弥尼等，因為沙彌或沙彌尼不能主持法會，嚴格不是聖職。在家的信徒稱居士僅為平信徒。近現代的教派和法令的變化，正式的僧侶也有不少結婚的，或居士一樣可以擔任聖職。在東南亞國家緬甸、泰國及柬埔寨，僧侶的最高領袖稱為「僧伽拉者」。

## 基督宗教
基督宗教中，由教会授予圣职。“Holy Order”在汉语中，被译为圣品或神品。天主教译为“圣秩”，聖公會译为“聖品/聖品人”，基督新教译为“圣职”。即指主教（监督）、牧师、神父（司铎）、长老、执事（会吏）等人员。

### 天主教
天主教會的圣职人员，狹義上僅指主教、神父、執事等領受聖秩聖事而擁有「神權」者，廣義上還包括受教會當局認可、以平信徒身份從事的神學家及教會事工者。成為神父前必須先成為修士接受培育，主教則必須具備神父身分。在佔主流的拉丁禮傳統中，若非特殊案例，主教及神父均需為終身不婚的男性，只有執事允許已婚男性擔任。
修士（特別是終身修士）和修女屬於「獻身生活者」，没有领受圣秩圣事，因此不属于圣职人员。

### 东正教
东正教神职人员分为独身（黑神品）、结婚（白神品）两个系统。结婚在家者可成为诵经士、助祭、辅祭、大辅祭、司祭、大祭司。出家修行者，可成为修士、修士辅祭、修士大辅祭、修士司祭、修士大司祭、主教、大主教、督主教、都主教、牧首。

### 新教
新教的教会由牧师和独立的长老管理，均可结婚。而20世纪开始，女性亦可以成为牧师。
其中圣公会有主教。

### 救世軍
- 救世軍大將

## 犹太教
犹太教，拉比。

## 伊斯兰教
中国用阿訇一词称呼伊斯兰教宗教职业者，一般为男性。他们的工作性质为讲经传道，领导宗教仪式。维吾尔族等突厥语族穆斯林则称其为毛拉，其中德高望重者称“大毛拉”。
阿訇的妻子则被称为师娘。在中国特有的清真女寺中，她们还会担任管理者的角色。
伊斯蘭教的最高領袖為哈里發，目前由沙烏地王室擔任兩聖地監護人實質控制「兩聖寺」。什葉派的宗教領袖稱為伊瑪目，伊瑪目隱遁期間的最高領袖是馬爾賈。

## 神道教
傳統上，男性稱神主或神職，女性稱巫女。但自1950年代起，女性亦可以擔任神職。巫女要獨身但不出家的，如果巫女要結婚在過去要辭職，現在仍然可以在神社工作，但改轉神職。
神职指的是那些在日本神道教或神社内供奉神祇并履行祭祀仪式及相关责任的人。成為神職需要接受規範培訓和考試，並需獲得相對應的位階。
巫女是指負責神社的勤務的輔助人員，並且主要是擔任神職的助手，並且負責儀式中神樂舞的女性。要成為巫女不需要任何認證。

## 印度教
一般稱上師，但這個詞語在其他印度系宗教，如佛教也有使用的。
印度教改革派雅利安社的領袖同樣稱作上師或宗師（Swami）。另一個以印度教改革派為信仰的準軍事組織国民志愿服务团，其領袖的頭銜稱為「Sarsanghchalak」。

## 巴哈伊信仰
巴哈伊信仰中，没有圣职人员和教堂。这是它与其他宗教最大的不同。